# Thabo Mbeki

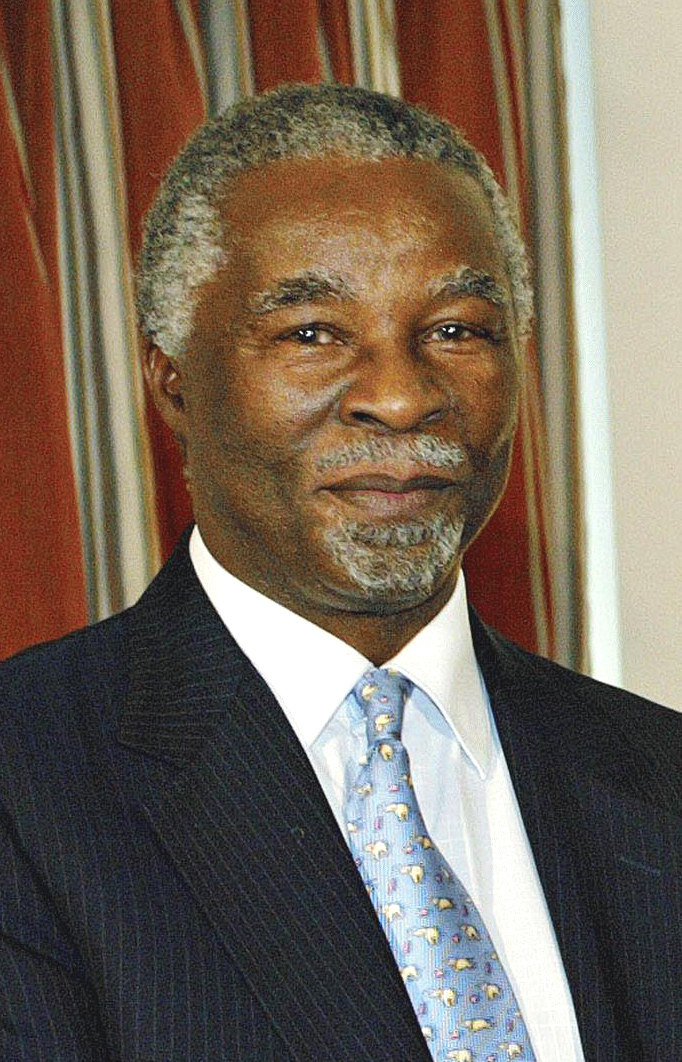
Thabo Mbeki (2003)

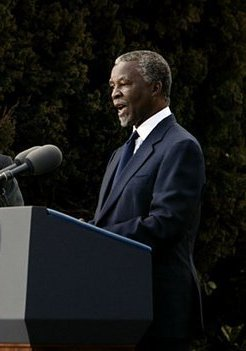
Thabo Mbeki (2003)

Thabo Mvuyelwa Mbeki (* 18. Juni 1942 in Idutywa, Kapprovinz) ist ein ehemaliger südafrikanischer Politiker (African National Congress, ANC). Von 1999 bis 2008 war er Präsident der Republik Südafrika. Er ist ein Sohn des langjährigen ANC-Aktivisten Govan Mbeki sowie älterer Bruder von Moeletsi Mbeki und gehört dem Volk der Xhosa an. Die Ablehnung von antiretroviralen Medikamenten zur Bekämpfung von AIDS durch die südafrikanische Regierung unter AIDS-Leugner Mbeki führte nach Schätzungen zum Tod von 330.000 bis zu 343.000 Menschen.

## Leben und politische Karriere
Thabo Mbeki ist eines von vier Kindern des Ehepaars Epainette und Govan Mbeki. Er besuchte in Idutywa bei Queenstown und in Butterworth die Grundschule.  Mbeki trat 1956 der ANC-Jugendliga bei und engagierte sich in der Studentenpolitik. Nachdem seine Schulausbildung (High school) am Lovedale Missionary Institute 1959 durch einen Streik unterbrochen worden war, schloss er sie nach absolviertem Hausunterricht ab. Sein Matric legte er 1959 an der St John’s High School in Umtata ab. Danach zog er nach Johannesburg, wo er unter den Einfluss von Walter Sisulu und Duma Nokwe (ANC-Generalsekretär) kam. Hier vervollständigte er 1960 und 1961seine schulische Qualifikation mit dem A-Level vor dem South African Committee for Higher Education. Im akademischen Jahr 1961–1962 studierte er als externer Student von Johannesburg aus an der University of London mit dem Ziel eines ökonomischen Abschlusses. Nach der Deklaration des ANC als unrechtmäßige Organisation durch die Apartheidregierung betätigte sich Mbeki im politischen Untergrund, wo er in den Regionen Witwatersrand und Pretoria Studentenproteste gegen die Gründung Südafrikas als Republik organisierte.
Auf Geheiß des ANC ging Mbeki 1962 ins Ausland. Über Betschuanaland gelangte er nach Südrhodesien, wo er in Bulawayo in Haft genommen wurde. Von den Behörden wurde seine Abschiebung nach Südafrika vorbereitet. Sein Fall kam jedoch durch einen britischen Labour-Parlamentsabgeordneten im British House of Commons zur Sprache. Diese Aufmerksamkeit führte dazu, dass er und einige andere Oppositionelle durch Julius Nyerere in Tansania politisches Asyl erhielten. Von dort reiste er ins britische Exil und studierte an der University of Sussex Volkswirtschaftslehre, die er 1966 mit einem Master of Economics abschloss. In London beteiligte Mbeki sich an politischen Studentenaktivitäten, insbesondere an der internationalen Anti-Apartheid-Bewegung. Er war zwischen 1967 und 1970 in der ANC-Niederlassung von London tätig.
Im Zeitraum 1970 absolvierte er eine militärische Ausbildung in der Sowjetunion und ging nach Lusaka. Seit 1971 war er Mitglied im Führungsgremium des African National Congress (ANC) und vertrat ihn in mehreren Ländern. Von Lusaka aus hielt Mbeki sich ein Jahr (1973/74) in Botswana auf, um mit dessen Regierung über die Eröffnung eines ANC-Büros in diesem Land zu verhandeln. Von Lusaka aus wurde er für 6 Monate (1975 bis April 1976) als ANC-Repräsentant nach Swasiland entsandt und von Dezember 1976 bis Februar 1978 übte er diese Funktion in Nigeria aus. Ab 1984 fungierte er zunächst als Informationssekretär und später als außenpolitischer Sprecher des ANC. Er vertrat ihn außerdem bei den Verhandlungen mit der weißen Minderheitsregierung Südafrikas nach seiner Rückkehr aus dem Exil 1990.
1994, nach den ersten freien Wahlen in der Geschichte des Landes, wurde Mbeki Vizepräsident in der Regierung der nationalen Einheit unter Nelson Mandela. Im Dezember 1997 beerbte Mbeki Mandela als Vorsitzender des ANC und am 16. Juni 1999 als Präsident der Republik Südafrika. Nach der Wahl 2004 wurde er am 23. April vom Parlament wiedergewählt und am 27. April, dem zehnten Jahrestag des offiziellen Endes der Apartheid (dem Beginn der Wahl 1994), vereidigt.
Von Juli 2002 bis Juli 2003 war er Präsident der Afrikanischen Union.
Am 14. Juni 2005 entließ Mbeki den stellvertretenden ANC-Vorsitzenden Jacob Zuma aufgrund von Korruptionsvorwürfen aus dem Amt des Vizepräsidenten. Am 18. Dezember 2007, auf dem Parteitag des ANC, gewann Zuma die Kampfabstimmung um das Amt des Vorsitzenden. Die Popularität Zumas beim Volk und beim ANC verhinderten schließlich eine Fortsetzung der politischen Karriere Mbekis. Mbeki hätte 2009 kein drittes Mal zum Präsidenten gewählt werden können, hatte aber angestrebt, für eine weitere Periode an der Spitze seiner Partei zu bleiben.
Nachdem ein Prozess gegen Jacob Zuma mit dem Vorwurf der Korruption Anfang September 2008 wegen Formfehlern eingestellt wurde, wurde gegen Mbeki der Vorwurf erhoben, dass er das Ermittlungsverfahren politisch beeinflusst habe. Der ANC forderte daraufhin am 20. September 2008 Mbeki auf, sein Amt als Präsident niederzulegen. Mbeki reichte am folgenden Tag bei Parlamentspräsidentin Baleka Mbete seinen Rücktritt ein. Des Weiteren bekundeten zehn Minister und drei Vizeminister ihren Rücktritt. Am 25. September wurde sein Rücktritt wirksam; der stellvertretende Vorsitzende des ANC, Kgalema Motlanthe, übernahm bis zur Parlamentswahl von 2009 das Amt des Präsidenten. Er wurde am 9. Mai 2009 vom neu gewählten Zuma abgelöst.
Nach seinem Rücktritt vom Präsidentenamt behielt Mbeki seine ANC-Mitgliedschaft bei, zog sich aber aus der Parteipolitik zurück. Er führte später den Vorsitz des hochrangigen AU-Implementierungsgremiums für den Sudan und den Südsudan, das 2016 eine Vereinbarung zwischen den sudanesischen Kriegsparteien zur Aufnahme von Friedensverhandlungen vermittelte. Später, im Jahr 2020, kehrte er nach Simbabwe zurück, um in einem weiteren politischen Konflikt zu vermitteln.

## Kritik

### Unterstützung Mugabes
In die Kritik geriet Mbeki unter anderem wegen seiner Haltung zum damaligen Diktator Simbabwes, Robert Mugabe, die von Beobachtern bisweilen als Unterstützung Mugabes ausgelegt wurde. Mugabe hatte allerdings 14 Jahre lang, auch unter Lebensgefahr, den damals oppositionellen ANC unterstützt, was als mögliche Erklärung gilt, warum die Regierung Südafrikas auch nach Mugabes diktatorischem Wandel nicht gegen ihn agierte.

### AIDS-Leugnung
Mbeki war während eigener Recherchen zur Ursache von AIDS im Internet in Kontakt mit  AIDS-Leugnern gekommen und vertrat in der Folge ähnliche Positionen. Beispielsweise verbreitete er die Falschaussage, nicht das HI-Virus, sondern Armut sei die wichtigste Ursache von AIDS. Obwohl der Nutzen von Medikamenten zur Behandlung der HIV-Infektion und zur Vermeidung der Übertragung des HI-Virus von infizierten Schwangeren auf deren Kinder erwiesen war, bestritt er diesen Nutzen und unterstützte seine Gesundheitsministerin Manto Tshabalala-Msimang, die den Erkrankten statt antiretroviraler Medikamente Olivenöl, Knoblauch und Rote Bete empfahl. Auch der deutsche Arzt Matthias Rath wurde von ihr bei seinem Vorhaben unterstützt, Vitaminpräparate als Arznei gegen AIDS zu verkaufen.
Südafrika gehört zu den am schwersten von der AIDS-Pandemie betroffenen Ländern der Erde (siehe auch HIV/AIDS in Afrika). Etwa 20 % der Bevölkerung waren zum Zeitpunkt des Amtsantritts Mbekis mit dem HI-Virus infiziert. Bereits kurz nach seiner Ernennung zum Präsidenten bestritt Mbeki den wissenschaftlich gesicherten ursächlichen Zusammenhang zwischen dem HI-Virus und der Immunschwächekrankheit AIDS.
Mbeki errichtete den sogenannten „Presidential AIDS Advisory Panel“ – ein Beratungsgremium des Präsidenten zur Bekämpfung von AIDS – und lud AIDS-Leugner wie Peter Duesberg und David Rasnick zur Mitarbeit in diesem Gremium ein. Trotz erheblicher öffentlicher Proteste von Seiten der Wissenschaft und AIDS-Aktivisten behielt Mbeki seine Position in den nächsten Jahren bei. Erst nach mehreren juristischen Auseinandersetzungen wurde die südafrikanische Regierung gerichtlich dazu gezwungen, HIV-infizierten Schwangeren und Opfern von Vergewaltigungen antiretrovirale Medikamente zugänglich zu machen.
Unabhängigen Schätzungen zufolge führte die Ablehnung von antiretroviralen Medikamenten durch die südafrikanische Regierung unter Mbeki zum Tod von 330.000 bis zu 343.000 Menschen an AIDS und etwa 171.000 vermeidbaren neuen Infektionen mit HIV.

## Auszeichnungen
- Ehrendoktor der University of Sussex, verliehen 1994[16]
- Ehrendoktor der Rand Afrikaans University, heute Universität Johannesburg, verliehen 1999[16]
- Ehrendoktor der University of Glasgow, verliehen 2000[16]
- José-Martí-Orden, verliehen 2001 von Fidel Castro[16]
- Champions of Earth Award, verliehen 2005
- Knight of the Order of Saint John, verliehen 2007[17]
- Ehrenmitglied der königlichen Familie der Zulu, verliehen 1999[16]